# الکسی آیداروف
الکسی آیداروف (اوکراینی: Олексій Айдаров؛ زادهٔ ۱۵ نوامبر ۱۹۷۴) ورزشکار دوگانه اهل بلاروس است. او از برندگان مدال‌های بازی‌های المپیک زمستانی ۱۹۹۸ و ورزشکاران دوگانه در بازی‌های المپیک زمستانی ۲۰۰۲ بوده‌است.

## زندگی
آیداروف در یکاترینبورگ روسیه زاده شد. تا سال ۲۰۰۶ برای تیم بلاروس بازی کرد و از آن سال به تیم ملی اوکراین پیوست.